# Brädspel
För andra betydelser, se Brädspel (olika betydelser).

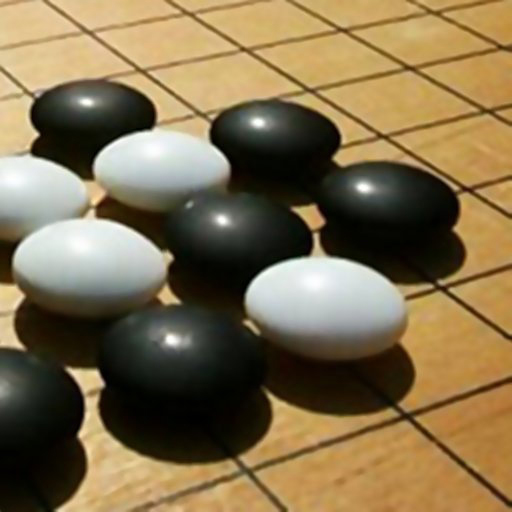
Go är ett mer än 2000 år gammalt brädspel, ursprungligen från Kina.

Brädspel är en sammanfattande benämning för den typ av bordsspel där en eller flera personer spelar på en spelplan (ett bräde). 
Många traditionella brädspel har i Sverige kallats för sällskapsspel och i vissa fall även konfliktspel. Brädspel avgörs genom slumpen, spelarnas strategiska och taktiska val, eller en kombination av dessa.

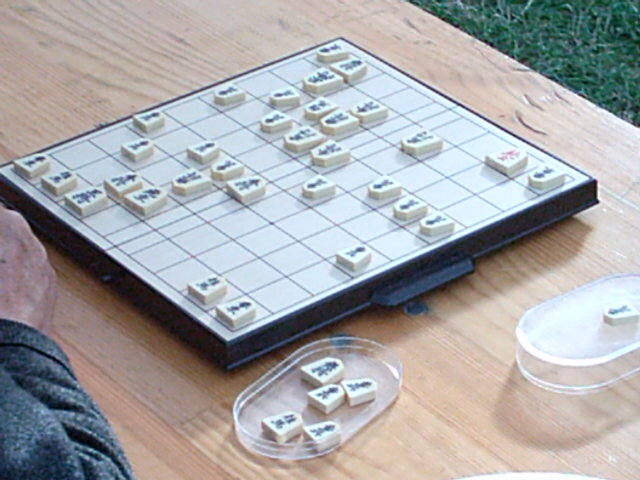
Shogibräde. Shogi spelades främst av shoguner och generaler i det historiska Japan.

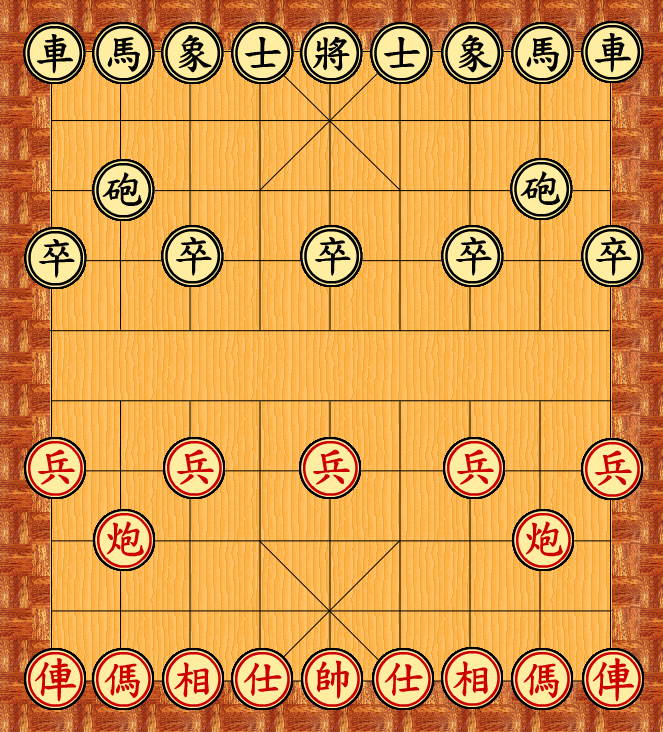
Xianggibräde

Bräde, schack, backgammon, shogi, tre i rad, Go, Xiangqi, Dam och Kalaha är exempel på brädspel som har funnits mycket länge (flera tusen år i vissa fall) och spelas med enkla spelpjäser på ett enkelt bräde. Brädspelen har utvecklats mycket sedan dess och idag finns det en uppsjö av mycket varierande brädspel.
Monopol och Fia med knuff är numera klassiker som de flesta känner till och ännu nyare spel så som Carcassonne och Settlers of Catan har blivit populära som familjespel. Det finns även betydligt mer avancerade spel som till exempel World in Flames och Advanced Civilization med flera tusen spelmarkörer och som kan ta många timmar, dagar eller veckor att spela färdigt. I dagens spel blandas ofta kort och tärningar in i spelen för att få slumpmässighet och ibland är gränsen mellan kortspel och brädspel hårfin. 
De flesta av de större spelen finns inte på svenska och många av de spel som produceras i Sverige görs på engelska. I en del spel arrangeras även världsmästerskap, även om de flesta spelar främst för att ha roligt.
Det har vuxit fram många föreningar kring brädspelshobbyn, och en stor del av dem är anslutna till Sverok (Sveriges roll- och konfliktspelsförbund). Det arrangeras även flera spelkonvent runt om i landet, där besökare kan spela för nöjes skull samt delta i olika tävlingar. Där ges också chansen att pröva olika spel, nya såväl som gamla. Exempel på större spelkonvent är LinCon i Linköping och Gothcon i Göteborg.

## Historia
Brädspel har funnits åtminstone sedan den förantika egyptiska civilisationen. I Romarriket spelade man bl.a. ludus latrunculorum och kvarnspelet. Go, schack, backgammon och olika kortspel har en mycket lång tradition. 
1930 utvecklades Monopol, vilket brukar anses som det första moderna brädspelet. 1957 kom succéspelet Risk. 
På 1980-talet slog den tyska brädspelsstilen igenom och antalet brädspel exploderade. 2009 kan brädspelsmarknadens storlek i världen (Sverige) uppskattas till 50 (0,9) Bkr. Det finns uppskattningsvis 950 brädspelstillverkare i världen.

## Euro Games
På senare år har brädspelsgenren Euro Games vuxit starkt och gjort att brädspelshobbyn vuxit enormt. Euro Games är en benämning på spel som har ett starkt inslag av strategi och där elementet slump nästan inte existerar längre. 
Många Euro Games har istället för tärningar en avancerad mekanik som gör spelet intressant och lättspelat. Många Euro Games har även en kortare speltid än traditionella brädspel som Monopol. 
Några numera klassiska Euro Games är bland annat Settlers of Catan, Carcassonne och Ticket To Ride. Andra populära Euro Games är bland annat El Grande, Agricola och Puerto Rico.

## Kategorier
Det finns ett antal olika kategorier som brädspel kan delas in i. De vanligaste är: 
- Abstrakta strategispel som Schack, Hnefatafl, Arimaa, Irensei eller Pacru
- Brädspel av tysk stil, eller "Eurogames", såsom Settlers of Catan eller Puerto Rico
- Tävlingsspel som Parchisi eller Backgammon
- Roll-and-move spel, som Monopol eller Fia med knuff
- Frågesport såsom Bezzerwizzer, Den svenska myllan, Geni, NE-spelet eller Trivial Pursuit
- Strategispel, allt från Risk till Oljan
- Ordlekar såsom Alfapet